# 埃爾茨城堡
50°12′18″N 7°20′12″E / 50.2049°N 7.3367°E

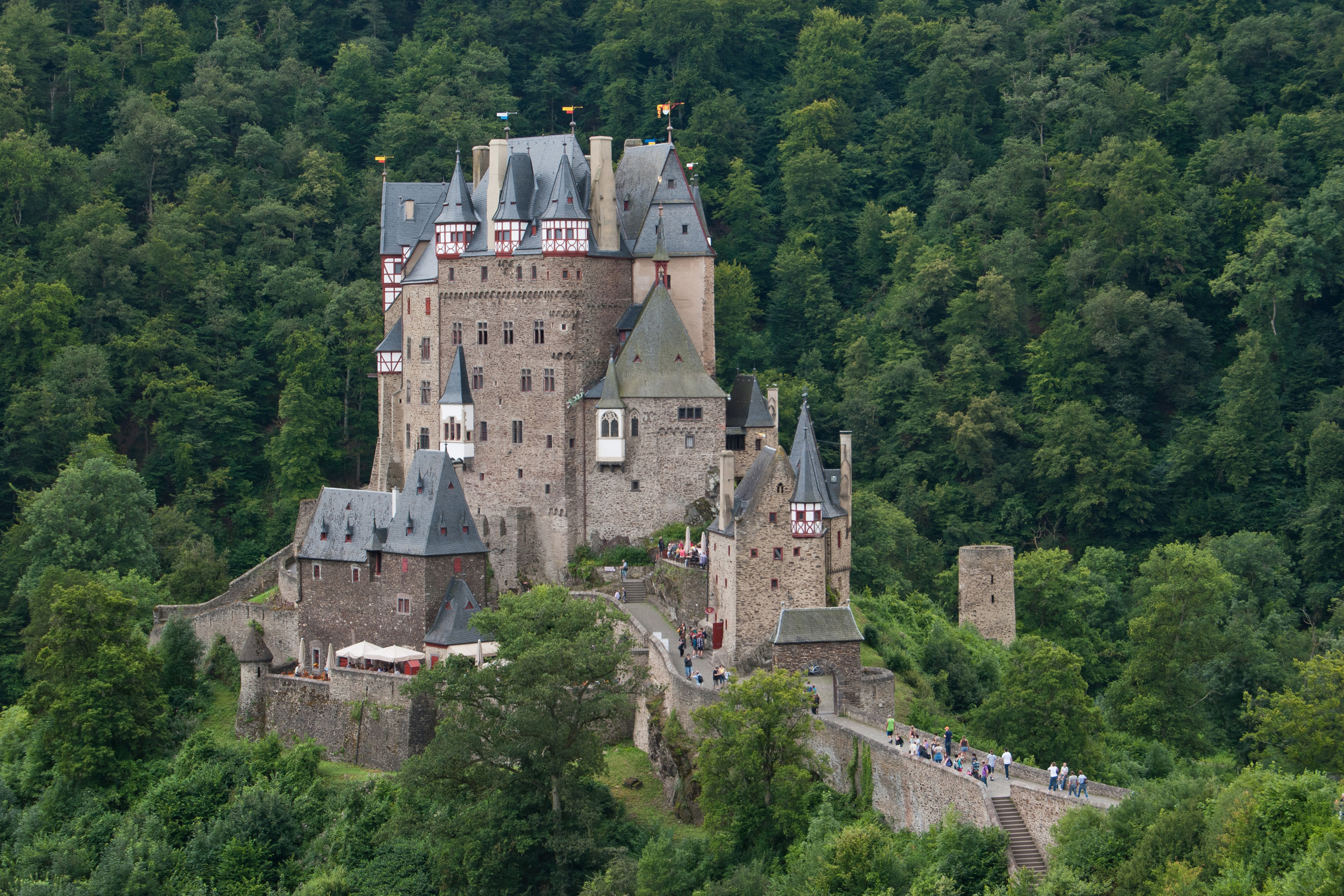
埃爾茨城堡

埃爾茨城堡（德語：Burg Eltz）是德國的一座中世紀時期城堡。這座城堡是萊茵蘭-普法爾茨中萊茵河左岸地區的城堡中唯一一座從未被破壞過的城堡。在1965年至1992年時，埃爾茨城堡曾出現在500德國馬克鈔票的反面圖案上。

## 外部連結
- 官方網站 （页面存档备份，存于）